# Andrés D’Alessandro
Andrés Nicolás D’Alessandro (ur. 15 kwietnia 1981 w Buenos Aires) – argentyński piłkarz grający na pozycji ofensywnego pomocnika lub skrzydłowego
Posiada również obywatelstwo włoskie.
Nosi przydomek El Cabezón co znaczy „wielkogłowy”

## Kariera klubowa
D’Alessandro urodził się w stolicy Argentyny. Pochodzi z dzielnicy La Paternal, leżącej w samym centrum miasta. Nim został piłkarzem, pracował jako dostawca pizzy. Jako 17-latek trafił do piłkarskiej szkółki jednego z najsłynniejszych klubów Argentyny, Club Atlético River Plate, która wykształciła takich zawodników jak Hernán Crespo Pablo Aimar czy Javier Saviola, który wychowywał się razem z D’Alessandro w zespole River. Obaj także zostali włączeni do kadry pierwszego zespołu w 1999 roku. D’Alessandro zadebiutował w Los Millonarios 2000 roku i był to jego jedyny występ w tamtym sezonie w Primera División, kiedy to jego klub został zwycięzcą zarówno fazy Apertura, jak i Clausura. Także w kolejnym sezonie młody Andrés nie dostał wielu szans na grę, a River Plate nie wygrało ani Apertury, ani Clausury. W 2001 roku, po odejściu z zespołu Pabla Aimara, D’Alessandro został typowany na jego następcę i to on zajął jego miejsce na środku pomocy. Zdobył 9 bramek w sezonie i wydatnie przyczynił się do wygrania przez River Plate fazy Clausura, a po zsumowaniu wyników z obu faz to właśnie River została mistrzem Argentyny. Podobnie było w sezonie 2002/2003, River ponownie wygrała drugą fazę mistrzostw kraju i została mistrzem całego sezonu, a dorobek Andrésa wyniósł 10 bramek.
Latem 2003 roku było jasne, że D’Alessandro już wtedy wyjedzie do silnego europejskiego klubu. O transfer bardzo zabiegał przede wszystkim FC Barcelona, jednak 22-letni D’Alessandro niespodziewanie podpisał kontrakt ze średniakiem Bundesligi, VfL Wolfsburg, który zapłacił za niego 9 milionów euro. W Bundeslidze D’Alessandro zadebiutował 2 sierpnia 2003 w wygranym 3:2 meczu z VfL Bochum, natomiast w trzecim występie w lidze zdobył swojego premierowego gola dla „Wilków” w wygranym 5:1 meczu z Hamburger SV. Jednak pomimo że wiele wniósł do gry Wolfsburga, klub ten nie odnosił wielkich sukcesów i sezon zakończył na 10. miejscu. Rok później VfL poprawił lokatę o jedną pozycję, ale D’Alessandro stracił część sezonu na leczenie kontuzji i zagrał tylko w 19 meczach, w których zdobył 3 bramki. W sezonie 2005/2006 D’Alessandro w Niemczech grał tylko przez rundę jesienną, zaliczając 13 meczów i zdobywając w nich 2 bramki.
W styczniu 2006 D’Alessandro przeniósł się na zasadzie wypożyczenia do broniącego się przed spadkiem z Premier League zespołu Portsmouth FC. Niedługo potem, 2 lutego, zadebiutował w Premiership w meczu z Boltonem (2:2), a 17 kwietnia zdobył pierwszą bramkę na angielskich boiskach (Portsmouth przegrał 1:2 z Charltonem). Ostatecznie Portsmouth utrzymał się w lidze, a menedżer zespołu Harry Redknapp chciał, by D’Alessandro przeszedł do klubu na zasadzie transferu definitywnego. Jednak Andrésem interesowały się silniejsze kluby europejskie, jak choćby Atlético Madryt czy SL Benfica. 17 czerwca było już wiadomo, że D’Alessandro trafi do Realu Saragossa na zasadzie rocznego wypożyczenia, a następnie na zasadzie stałego transferu. W 2008 roku spadł z Saragossą do Segunda División.
Jeszcze w 2008 roku D’Alessandro wrócił do Argentyny i został zawodnikiem San Lorenzo de Almagro, a w połowie roku odszedł do brazylijskiego SC Internacional z miasta Porto Alegre.  W brazylijskim zespole występował przez dwanaście sezonów, z przerwą na półroczne wypożyczenie do macierzystego River Plate.
W styczniu 2021 roku został piłkarzem Club Nacional de Football.

## Kariera reprezentacyjna
Karierę reprezentacyjną D’Alessandro zaczynał na juniorskich szczeblach.
W 2001 roku zdobył z reprezentacją Argentyny Mistrzostwo Świata U-20. Na argentyńskich boiskach Andrés początkowo był rezerwowym, ale z czasem wywalczył miejsce w składzie, a potem walnie przyczynił się do zwycięstwa (3:0) w finale nad Ghaną. W 2004 brał udział w Letnich Igrzyskach Olimpijskich w Atenach. Był jedną z gwiazd w składzie Argentyńczyków i mocno przyczynił się do wywalczenia przez nich złotego medalu.
W pierwszej reprezentacji Argentyny zadebiutował za kadencji Marcelo Bielsy – w styczniu 2003 w wygranym (3:1) meczu z Hondurasem. Jednak na dobre nie wywalczył miejsca w składzie i do kadry powoływany jest sporadycznie, np. poprzedni selekcjoner Jose Pekerman nie znalazł dla niego miejsca w składzie na Mistrzostwa Świata w Niemczech.

## Sukcesy

### Klubowe
River Plate
- Primera División: 2000 Clausura, 2002 Clausura, 2003 Clausura
- Recopa Sudamericana: 2016
- Copa Argentina: 2015–16

Internacional
- Copa Sudamericana: 2008
- Campeonato Gaúcho: 2009, 2011, 2012, 2013, 2014, 2015
- Copa Libertadores: 2010
- Recopa Sudamericana: 2011

### Reprezentacyjne
Argentyna U-20
- Złoty medal Mistrzostw Świata U-20: 2001

Argentyna U-23
- Złoty medal Igrzyska Olimpijskie:  2004

### indywidualne
- Piłkarz roku Ameryki Południowej: 2010